# Stadion am Bassenheimer Weg
Das Stadion am Bassenheimer Weg ist die größte Sportanlage in der Stadt Andernach und liegt etwa drei Kilometer östlich der Innenstadt. Nach offiziellen Angaben besitzt das Stadion eine Kapazität von 15.220 Zuschauern. Zurzeit wird es von der SG 99 Andernach sowie der Rugbyabteilung der DJK Andernach genutzt.

## Name
Der Name des Stadions leitet sich von seiner Lage an einer kleinen Straße ab, die aus der Stadt in Richtung Bassenheim führt. Bis zum Stadion wurde sie jedoch in Stadionstraße umbenannt und der Platz wird heute häufig nur „Stadion Andernach“ genannt.

## Anlage
Im Mehrzweckstadion befindet sich neben dem Rasenplatz eine Leichtathletikanlage, die jedoch nicht mehr den Standards entspricht. Die Aschenbahn besteht aus heimischem roten Vulkangestein. In den neunziger Jahren wurde ein Umbau zu einer Tartan-Rundlaufbahn diskutiert, aber nicht umgesetzt.
Die Zuschauerränge befinden sich auf einem mit Rasen bepflanzten Wall, nur die untersten Trittstufen sind ausgebaut. Es sind nur Stehplätze vorhanden, da die ca. 100 Sitzplätze einer alten Holztribüne seit über zehn Jahren nicht mehr genutzt werden können (Stand: 2021). Das Stadion besitzt ein 2010 fertiggestelltes Funktionsgebäude, aber keine Flutlichtanlage.
Zum Gelände gehören neben dem Hauptplatz noch zwei Nebenplätze – ein Kunstrasenplatz mit Beleuchtung und ein ebenfalls mit Kunstrasen ausgestattetes Kleinspielfeld.

## Geschichte
Das Stadion wurde am 17. Juni 1955 eingeweiht. Die SpVgg Andernach hatte seit 1919 auf dem Aschenplatz an der Koblenzer Straße gespielt, doch pünktlich zum zweiten Oberliga-Aufstieg konnte in das neue Stadion umgezogen werden. Auch eine Holztribüne, die ursprünglich von amerikanischen Soldaten nach dem Ersten Weltkrieg für ein Footballfeld in Andernach gebaut worden war, und nachfolgend an der Koblenzer Straße zum Einsatz kam, zog mit um. Der Verein konnte noch zwei Jahre die Oberliga Südwest und damit die damals höchste bundesdeutsche Spielklasse halten, bis 1961 in der 2. Oberliga und nochmals während der Saison 1971/72 in der Regionalliga Südwest spielte er in der zu diesem Zeitpunkt zweithöchsten Klasse.
Im Jahr 2010 investierte die Stadt Andernach 1,8 Millionen Euro in eine Modernisierung der Anlage. Die beiden Nebenplätze wurden mit Kunstrasen ausgestattet sowie ein Kabinengebäude mit Tagungs- und Umkleideräumen errichtet. Da allerdings keine Mittel für die Sanierung der Holztribüne zur Verfügung standen, musste diese aus Sicherheitsgründen gesperrt werden. Ende 2022 wurde mit der Kernsanierung begonnen, die Fertigstellung der neuen, 353 Sitzplätze bietenden, Tribüne ist für August 2023 geplant.[veraltet]
Derzeit (Saison 2022/23) ist das höchstklassig im Stadion spielende Team die Erste Frauenmannschaft der SG 99 Andernach, die in der 2. Bundesliga aufläuft.